# سن خوزه د چیکیتوس
سن خوزه د چیکیتوس یا به سادگی سن خوزه، پایتخت بخش چیکیتوس در سانتا کروز، بولیوی است. این مکان به عنوان بخشی از مأموریت‌های یسوعیان چیکیتوس شناخته می‌شود، که در سال ۱۹۹۰ به عنوان یک میراث جهانی اعلام شد، و به عنوان یک سابقه یسوعیان در آن بخش شناخته می‌شود.